# Sarte

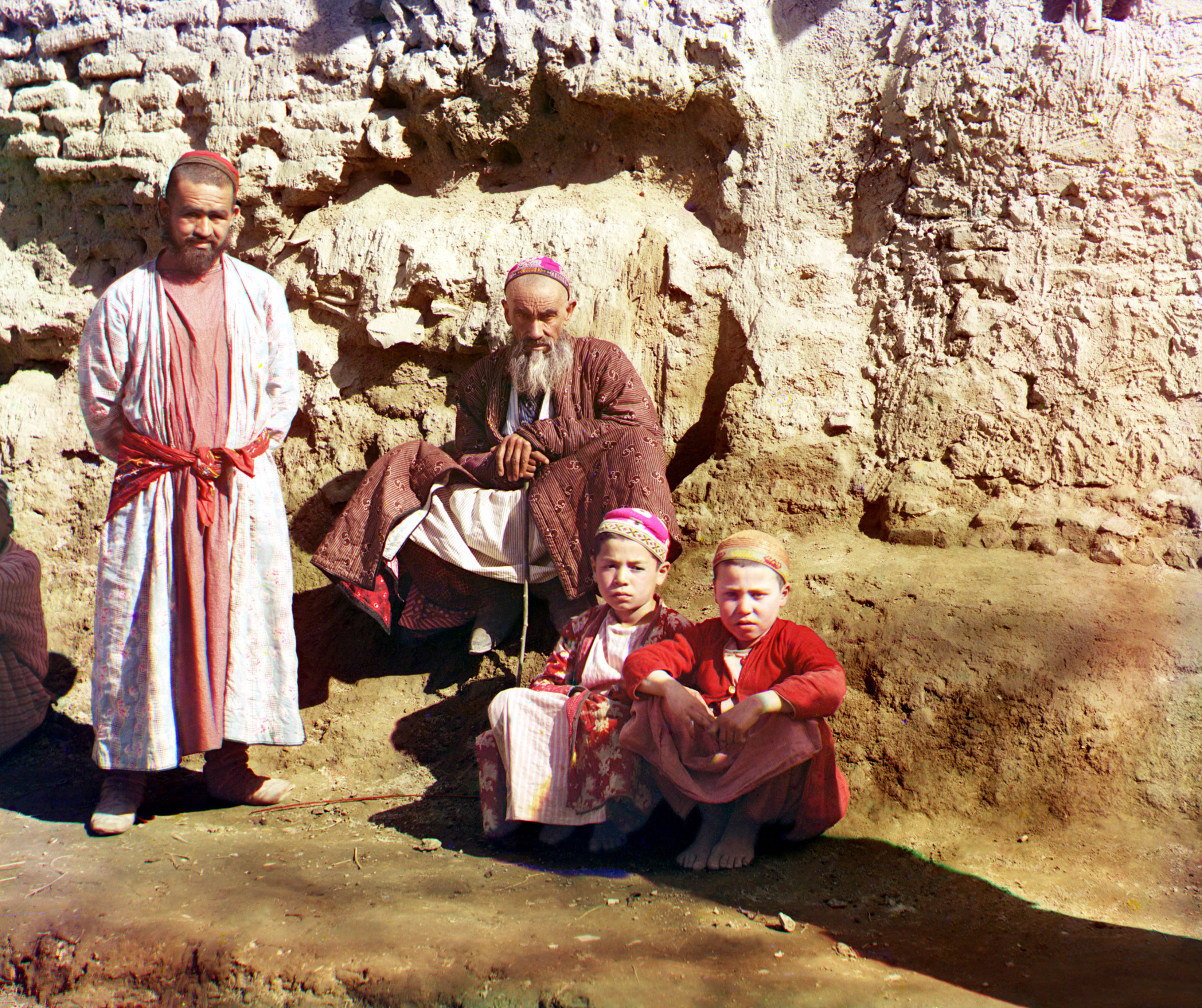
Sartes no Turquestão Russo fotografados por Sergei Prokudin-Gorski c. 1905–1915

Sarte ou Ak-sart é uma designação usada principalmente na Ásia Central, mas também no Médio Oriente, cujo significado preciso variou ao longo do tempo e do contexto histórico, mas que em geral era aplicado aos habitantes das cidades, sedentários, por oposição aos nómadas ou descendentes de nómadas. Por ser uma designação aplicada sobretudo, mas nem sempre, aos habitantes de cidade, em muitos casos ela era usada como um quase sinónimo de citadino, por oposição a rural. Embora frequentemente o termo sarte se aplicasse sem qualquer base em etnicidade, também ocorria muitas vezes aplicar-se a indivíduos de ascendência iraniana, por oposição aos de ascendência turca e mongol.

## Origem
Há várias teorias sobre a origem do termo. Ele pode ter derivado do sânscrito sārthavāha, que significa "comerciante", "mercador" ou "chefe de caravanas", uma palavra supostamente usada para descrever habitantes de cidades, segundo vários autores. Uma das menções históricas mais antiga do termo, senão mesmo a mais antiga, é de 1070, da autoria Balasaguni, Iúçufe, um intelectual e político do Canato Caracânida. Na sua obra Kutadgu Bilig ele usa-o para se referir à população sedentária da Casgária. Dois séculos mais tarde, o polímata persa Raxidadim de Hamadã (Rashīd al-Dīn Hamadānī ou Rashīd al-Dīn Ṭabīb) do século XIII que foi vizir do Ilcanato, menciona um termo semelhante. Na sua obra Jami' al-tawarikh ("Compêndio de Crónicas") relata que Gêngis Cã ordenou que fosse dado ao príncipe carluco Arslã Cã o título Sartaqtai, que ele considerava sinónimo de tajique.
No período pós-mongol, na segunda metade do século XV Alicher Navoi, referiu-se às pessoas de etnia iraniana como Sart Ulusi ("pessoas sartes") e para ele Sart tili (língua sarte) era um sinónimo para língua persa. De forma similar, Babur, o timúrida que fundou o Império Mogol em 1526, chamava sartes aos habitantes de Marguilã, para os distinguir dos habitantes de Andijã, que eram turcos, e é evidente que ele associa os sartes aos falantes de persa. Babur também chamava sartes às populações de cidades e aldeias do vilaiete de Cabul.